# Paris fjortonde arrondissement

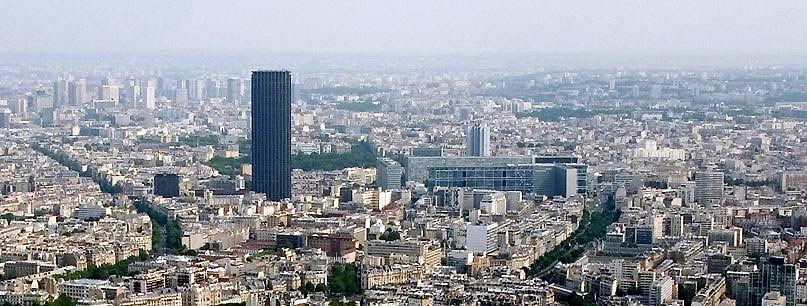
Utsikt över området

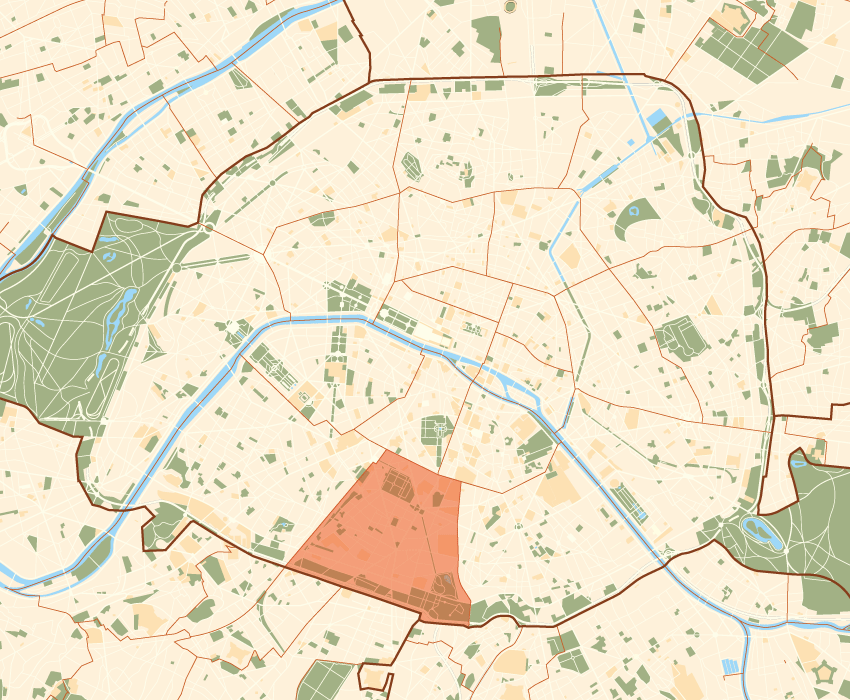
14:e arrondissementets läge i Paris

14:e arrondissementet (Observatoire) är ett av Paris 20 arrondissement. 
Arrondissementet ligger på vänstra stranden i södra Paris och innefattar bland annat stadsdelen Montparnasse, Place Denfert-Rochereau, studentstaden Cité internationale universitaire de Paris och Parc Montsouris. Den södra gränsen mot förorterna följer i stort sett ringmotorvägen Boulevard Périphérique. I arrondissementet ligger "de tre bergen", de är inga riktiga berg, snarare små höjder, Montparnasse, Montsouris och Montrouge.
I arrondissementet bodde det 132 844 personer 1999. Ytan är 5,64 km².
I arrondissementet ligger bland annat järnvägsstationen Gare Montparnasse, som ligger på gränsen mot det 15:e arrondissementet. Även begravningsplatsen Cimetière du Montparnasse ligger här.
I 15:e arrondissementet, på gränsen till 14:e, ligger Montparnassetornet.